# Década de 340
Século: Século III - Século IV - Século V
Décadas: 310 320 330 - 340 - 350 360 370
Anos: 340 - 341 - 342 - 343 - 344 - 345 - 346 - 347 - 348 - 349